# Принцеса+принцеса: Довго і щасливо
«Принцеса+принцеса: Довго і щасливо» (англ. «Princess Princess Ever After») — комікс про пригоди та взаємини двох принцес, від новозеландської авторки Кейті О'Нілл. Це історія двох дівчат-принцес, яким доведеться побороти злу чаклунку та подолати чимало пригод на шляху до неї, закріпивши свої стосунки та змінивши одна одну на краще.
Історія вперше була опублікована онлайн як вебкомікс «Princess Princess» у 2014 році, згодом фізично видана видавництвом «Oni Press» у 2016 році. 2019 року українське видання коміксу було презентоване на Книжковому Арсеналі видавництвом «Рідна мова», разом зі стартом продажів.

## Сюжет
Коли звитяжна принцеса Аміра порятувала добросерду принцесу Сейді з вежі, жодна з них не чекала, що здобуде при цьому справжню любов. У ході мандрів королівством і незліченних пригод вони розуміють, що помагають одна одній стати кращими. Якщо вони об'єднають зусилля і знання, то завдяки своїм доброті та відвазі здолають найзапеклішого ворога: заздру чарівницю, яка точить зуб на Сейді.
Запрошуємо вас до подорожі з принцесами Сейді й Амірою. Вони дуже різні й мають різні сильні сторони, але обидві намагаються зрозуміти, що насправді значить «довго і щасливо» — і чи зможуть вони знайти це «довго і щасливо» разом.

## Персонажі
Протагоністки:
- Принцеса Аміра — героїчна принцеса, яка шукає пригоди та намагається допомогти принцесі Сейді.
- Принцеса Сейді — принцеса у полоні вежі через злі наміри заздрісної чарівниці.

Другорядні персонажі:
- Целесте (єдиноріг Аміри)
- Олівер (дракончик Сейді)
- Чарівниця (сестра Сейді)
- Принц Таджі
- Принцт Владрик
- Мама Аміри
- Тато Сейді

## Нагороди і номінації
| Рік  | Фестиваль/Премія              | Категорія                   | Номінант(и)                          | Результат | Прим. |
| ---- | ----------------------------- | --------------------------- | ------------------------------------ | --------- | ----- |
| 2014 | Cybils Award                  |                             | «Принцеса+принцеса: Довго і щасливо» | Номінація |       |
| 2014 | Autostraddle                  | Favorite Graphic Novel/Book | «Принцеса+принцеса: Довго і щасливо» | Перемога  |       |
| 2017 | ALA Rainbow Book List Top Ten |                             | «Принцеса+принцеса: Довго і щасливо» | Перемога  |       |
| 2018 | Sakura Medal                  |                             | «Принцеса+принцеса: Довго і щасливо» | Номінація |       |